# Egisto Bellini
Egisto Bellini (Siena, 23 settembre 1877 – San Rocco a Pilli, 12 ottobre 1955) è stato un architetto italiano attivo principalmente nel restauro di edifici di culto e palazzi medioevali nella Toscana meridionale.

## Biografia
Egisto Bellini nacque a Siena il 23 settembre 1877 da una famiglia di capimastri e si formò alla scuola di ornato dell'Istituto di belle arti di Siena. Nel 1900 vinse il concorso per il perfezionamento in architettura bandito dalla Società di esecutori di pie disposizioni, in seguito al quale nel 1902 conseguì il diploma presso l'Istituto d'arte di Roma. Qui partecipò anche al concorso per il Pensionato artistico nazionale, risultando tra i primi tre concorrenti. In questi anni, tra il 1902 e il 1908, Bellini si dedicò alla progettazione di edifici, palazzi e chiese per conto di ditte private tra Roma, Milano e Genova; nel 1909 partecipò al concorso come disegnatore per la Soprintendenza di Cagliari e, risultandone vincitore, vi prese servizio il 24 maggio 1910. Nel luglio dello stesso anno venne trasferito alla sede di Siena e vi rimase per quarant'anni, fino al 1950. In questo lungo periodo di attività progettò i restauri di diverse chiese e palazzi delle province di Grosseto e Siena, e sul monte Amiata; nel gennaio 1933 fu nominato architetto aggiunto dalla Soprintendenza ai monumenti di Siena.
Contradaiolo della Chiocciola, ricoprì la carica di Priore della Contrada nel biennio 1937-1938.
Tra il 1941 e il 1942 fu incaricato per un breve periodo della reggenza della Soprintendenza. Negli anni seguenti continuò a progettare restauri di importanti edifici della Toscana meridionale, fino al 1950, anno in cui, una volta messo a riposo, ottenne la carica di architetto onorario dell'Opera del duomo, carica che mantenne fino al 1955, anno della morte.

## Opere
Alcuni dei progetti principali:
- Restauro della pieve di San Lorenzo a San Lorenzo a Merse (1911)
- Restauro del campanile della cattedrale di San Lorenzo a Grosseto (1911)
- Restauro della chiesa di Santa Regina a Siena (1912)
- Restauro del palazzo Malfatti a Massa Marittima (1912)
- Restauro della rocca di Castellina in Chianti (1913, ma realizzato tra il 1927 e il 1930)
- Restauro del palazzo comunale di Montalcino (1910-1919)
- Restauro della chiesa di Santa Maria Assunta a Piancastagnaio (1922-1923)
- Restauri dell'abbazia di San Salvatore ad Abbadia San Salvatore (1923-1931)
- Restauri alle porte della cinta muraria di Siena (1927-1937)
- Restauro della chiesa di San Clemente a Montelaterone (1932-1934)[2]
- Restauro del palazzo comunale di Piombino (1933-1935)[3]
- Restauro della chiesa di San Bartolomeo a Seggiano (1933-1938)
- Restauro della pieve di Santa Maria a Lamula ad Arcidosso (1935-1943)[4][5]
- Restauri dell'abbazia di Monte Oliveto Maggiore (1938)
- Progetto per la costruzione della nuova chiesa di San Miniato a Fonterutoli (1942-1952)
- Ricostruzione della basilica di San Bernardino all'Osservanza di Siena (distrutta dai bombardamenti del gennaio del 1944 e ricostruita tra il 1945 e il 1950)
- Restauro della chiesa di Santa Maria in Prato a Radda in Chianti (1947-1949)
- Restauro della chiesa di San Leonardo ad Arcidosso (1950)

## Archivio
Il corpus di disegni di Egisto Bellini (870 disegni) è custodito nell'archivio della Soprintendenza per i beni architettonici e per il paesaggio per le province di Siena e Grosseto, della quale l'autore fu dipendente per quarant'anni.
Il fondo contiene documentazione dal 1908 al 1952.